# Kobylka (hudba)

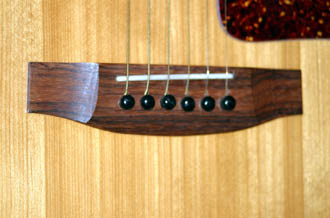
Kobylka kytary

Kobylka je součást strunného hudebního nástroje, která strunu(y) podpírá. Pomocí kobylky se přenášejí vibrace do ostatních částí nástroje, které svojí rezonancí vytvářejí chvění okolního vzduchu a tím i zvuk.